# 島根県災害拠点病院
島根県災害拠点病院（しまねけんさいがいきょてんびょういん）とは、島根県にある災害時の救急医療の拠点となる災害拠点病院。

## 概要
県内や近県で災害が発生し、通常の医療体制では被災者に対する適切な医療を確保することが困難な状況となった場合に、島根県知事の要請により傷病者の受け入れや医療救護班の派遣等を行う。

## 拠点病院の条件
- 建物が耐震耐火構造であること。
- 資器材等の備蓄があること。
- 応急収容するために転用できる場所があること。
- 応急用資器材、自家発電機、応急テント等により自己完結できること。（外部からの補給が滞っても簡単には病院機能を喪失しないこと）
- 近接地にヘリポートが確保できること。

## 病院一覧
| 病院名                       | 住所                      | DMAT | 救命 | 2次医療圏 |
| 松江赤十字病院               | 松江市母衣町200           | ○    | ○    | 松江      |
| 松江市立病院                 | 松江市乃白町32番地1       | ○    | -    | 松江      |
| 雲南市立病院                 | 雲南市大東町飯田96番地1   | ○    | -    | 雲南      |
| 島根県立中央病院             | 出雲市姫原四丁目1番地1    | ○    | ○    | 出雲      |
| 島根大学医学部附属病院       | 出雲市塩冶町89番地1       | ○    | ○    | 出雲      |
| 大田市立病院                 | 大田市大田町吉永1428番地3 | ○    | -    | 大田      |
| 島根県済生会江津総合病院     | 江津市江津町1016-37       | -    | -    | 浜田      |
| 国立病院機構浜田医療センター | 浜田市浅井町777-12        | ○    | ○    | 浜田      |
| 益田赤十字病院               | 益田市乙吉町イ103-1       | ○    | -    | 益田      |
| 隠岐病院                     | 隠岐郡隠岐の島町城北町355 | ○    | -    | 隠岐      |